# کاردان فنی

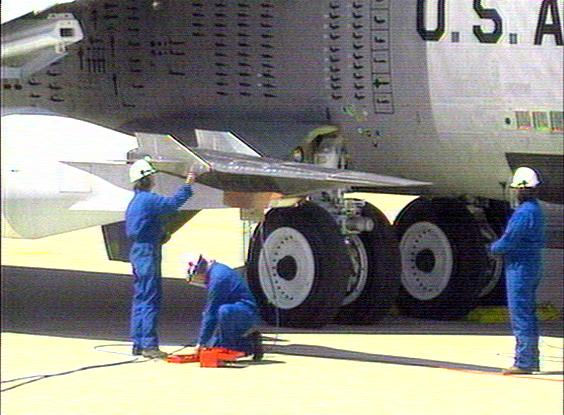
کاردان‌های فنی هواپیما

کاردان فنی یا تِکنیسیَن (به انگلیسی: technician) به شخصی گفته می‌شود که در رشته کاری خود دارای مهارت‌های لازم و کافی می‌باشد. 